# Martin Stephani
Martin Stephani (* 2. November 1915 in Eisleben; † 9. Juni 1983) war ein deutscher Dirigent und Professor. Er war Musikreferent im SS-Führungshauptamt, Dirigent des Stabsmusikkorps der Waffen-SS beim SS-Führungshauptamt und nach dem Zweiten Weltkrieg Direktor der Nordwestdeutschen Musikakademie in Detmold.

## Leben
Stephani wurde als Sohn des Organisten und Städtischen Musikdirektors Hermann Stephani (1877–1960) und seiner Frau Elisabeth (Hilde Lisa), geb. Kunze (1889–1969), in Eisleben geboren und wuchs in Marburg auf, wo sein Vater 1921 als Universitätsmusikdirektor und Dozent für Musikwissenschaft wirkte. Er studierte von 1937 bis 1940 an der Hochschule für Musik Berlin bei Walther Gmeindl, Fritz Stein und Kurt Thomas und wurde dort Kameradschaftsführer im Nationalsozialistischen Studentenbund.
1941 wurde Stephani zunächst zur Leibstandarte Adolf Hitler abgeordnet, bevor er auf eigenen Wunsch in das SS-Führungshauptamt versetzt wurde. 1942 erhielt er den Dienstgrad eines Untersturmführers, 1943 den des Obersturmführers. Stephani beteiligte sich am Aufbau des eigenen Musikwesens der Waffen-SS, u. a. eines Sinfonieorchesters und wirkte 1942 wahrscheinlich maßgeblich an der Verfügung über „Werke 1. jüdischer, 2. unerwünschter, 3. für die Waffen-SS geeigneter Komponisten“ mit. Zu seiner Heirat mit der Sängerin Hanne-Lies Küpper am 28. Dezember 1944 fand eine von Stephani selbst konzipierte Feierstunde nach SS-Ritus statt.
Von 1945 bis 1947 saß er in verschiedenen britischen Internierungslagern ein. Im Entnazifizierungsprozess wurde er zunächst zu einer Geldstrafe verurteilt, 1948 jedoch in Kategorie V (unbelastet) eingestuft.
1948 gründete er in Marburg ein Studio für Neue Musik (Marburger Kantorei) Marburg. Seine Bewerbung auf das Amt des Städtischen Musikdirektors in Bielefeld 1949 scheiterte aufgrund der SS-Vergangenheit Stephanis 1951–1963 wirkte  er als Dirigent der Konzertgesellschaft Wuppertal, seit 1955 gleichzeitig als Leiter des Bergischen Landeskonservatoriums.
1957 erfolgte die Berufung zum Dozenten für Dirigieren an der Nordwestdeutschen Musikakademie (heute: Hochschule für Musik) in Detmold, zugleich übernahm er die Leitung des Frankfurter Cäcilien-Vereins. 1959 wurde er Generalmusikdirektor der Stadt Wuppertal (Vorgänger: Hans Weisbach), im selben Jahr wurde er als Nachfolger von Wilhelm Maler Direktor der Detmolder Musikakademie. In dieser Funktion verblieb er bis 1982. In seine Amtszeit fiel die Einführung einer Kooperation mit der Gesamthochschule Paderborn und damit der Einführung eines Studiengangs Musikwissenschaft in Detmold. Als musikalischer Leiter stand er dem Musikverein der Stadt Bielefeld vor und machte sich um das Landesjugendorchester Nordrhein-Westfalen verdient. 1968 wurde ein Vorschlag des nordrhein-westfälischen Kultusministers, Stephani den Verdienstorden der Bundesrepublik Deutschland zu verleihen, aufgrund der früheren Position Stephanis in der SS abgelehnt. 1980 bekam er den Kulturpreis der Stadt Bielefeld verliehen.
Martin Stephani starb am 9. Juni 1983 nach langer Krankheit.
1987 erschien eine Doppel-LP mit dem Titel Hommage für Martin Stephani.
Auf Initiative der Hochschule für Musik Detmold wurden in den Jahren 2015–2018 die Aktivitäten Stephanis im Nationalsozialismus und in der Nachkriegszeit historisch aufgearbeitet.

## Partituren
- Robert Stolz: Vor meinem Vaterhaus. Hamburg: Simrock 1952.
- Carl Bohm: Still wie die Nacht. Hamburg: Zumsteeg 1952.
- Chorübungen. Zusammen mit Eberhard Schwickerath. Hamburg: Sikorski 1953.
- Carl Bohm: Lacrimae Christi. Hamburg: Simrock 1956.

## Diskografie
- 1976: Anton Bruckner Te Deum und Giuseppe Verdi Te Deum (mit der Philharmonia Hungarica und dem Chor vom Musikverein Bielefeld) – Teldec bzw. Apex
- 1978: Paul Hindemith  – Voorspeel zu einem Requiem (mit dem Landesjugendorchester Nordrhein-Westfalen, Da Camera)
- 1978: Franz Liszt – Orpheus (mit dem Landesjugendorchester Nordrhein-Westfalen, Da Camera)
- 1982: Johann Sebastian Bach – Fünf Sinfonien (mit den Deutschen Bachsolisten, Bärenreiter-Verlag)
- 1982: Georg Friedrich Händel – Feuerwerksmusik (mit den Deutschen Bachsolisten, Bärenreiter-Verlag)
- 1983: Max Reger – An die Hoffnung. Eine romantische Suite  (mit dem Landesjugendorchester Nordrhein-Westfalen, Da Camera)
- 1990: Ludwig van Beethoven Symphonie Nr. 9 (mit dem Musikverein Bielefeld, Aufnahmen von 1960 und 1976, Teldec)
- 2008: Hugo Distler – Konzert für Cembalo und Streichorchester (mit den Deutschen Bachsolisten, Archivaufnahme, Klassik-Center Kassel)
- 1969: Georg Friedrich Händel – Saul Die Instrumentalsätze (mit den Deutschen Bachsolisten, Bärenreiter-Verlag)
- 1969: Georg Friedrich Händel – Passionskantate nach dem Evangelisten Johannes (mit dem Chor des Bielefelder Musikvereins und dem Kölner Kammerorchester, Schwann Verlag)